# Nieroth (Adelsgeschlecht)

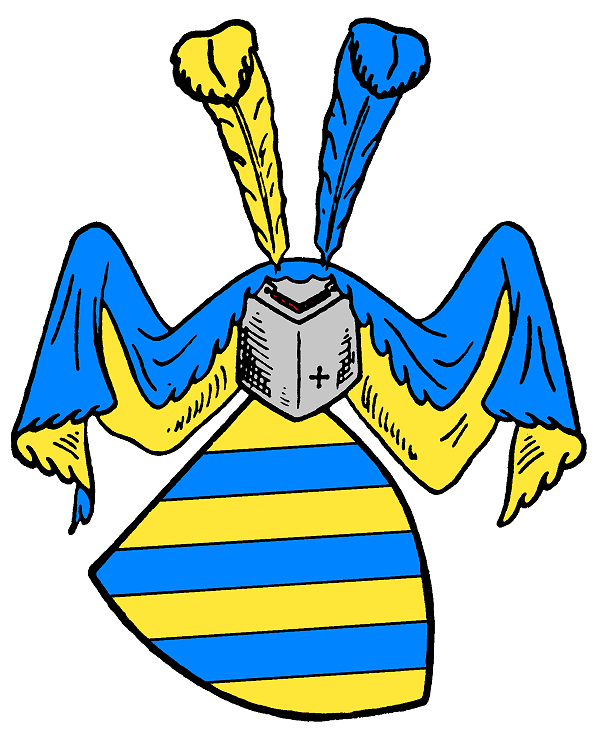
Stammwappen derer von Nieroth

Nieroth ist der Name eines deutsch-baltischen Adelsgeschlechts. Die Grafen Nieroth bestehen gegenwärtig in Russland fort.

## Geschichte
Der Ursprung des Geschlechts, das in seiner Frühzeit auch unter dem Namen Nirodt, Nuwenrode, Newenrath, Nyerath, Nuerath, Nuwradt, Niegeradt, Nyeroth, Nyrot, Nurodt, Neuroth und Neuerodt auftrat, wurde in Niedersachsen vermutet. Andererseits wurde in der Forschungsgeschichte mehrfach auf das wappenverwandte und namensähnliche Stadtgeschlecht Neuroth aus Rotenburg verwiesen.
Die Nieroth sind mit dem Orden nach Livland gekommen. Mit Johann Nuwerode († nach 1508), welcher 1485–1486 Ordenskumpan auf Weissenstein, 1497–1500 Hauptmann des Landmarschalls von Mitau und 1507–1508 Vogt von Narwa war, wurde das Geschlecht erstmals urkundlich genannt. Der Landmeister in Livland, Johann Freitag von Loringhoven belehnte am 5. Februar 1493 Hermen Nuwenrait, der bereits am 21. Juni 1491 urkundlich wurde und mit dem auch die gesicherte, durchgängige Stammreihe des Geschlechts beginnt, mit 30 Haken Land zu Pattowes (Alt Padefest). Unter seinen Söhnen teilte sich das Geschlecht. Während der Mannrichter Johann Nieroth († vor 1545) die Linie Kappel stiftete, wurde sein jüngerer Bruder Peter Nieroth († nach 1537), Stifter der Linien Koddil, aus der später die Grafen Nieroth hervorgingen, und Megel.
Wohl durch russische Kriegsgefangenschaft gelangte eine Linie der Familie spätestens im Jahre 1616 nach Nischni Nowgorod und blühte dort bzw. im Innern Russlands unter dem Namen Mortzow bzw. Nierotmortzow bis in die Mitte des 19. Jahrhunderts. Über den Ausgang dieser Linie bestand schon Mitte des 20. Jahrhunderts keine Gewissheit.
Zur Zeit der Errichtung der livländischen Ritterbank blühte das Geschlecht nur noch in Estland. Dort erfolgte am 12. April 1747 die Immatrikulation für das Gesamtgeschlecht bei der estländischen Ritterschaft (Nr. 106 bzw. 107).
Von Estland verbreitete sich das Geschlecht vor allem durch den Militärdienst auch nach Schweden, Preußen, Finnland, Pommern und Russland.

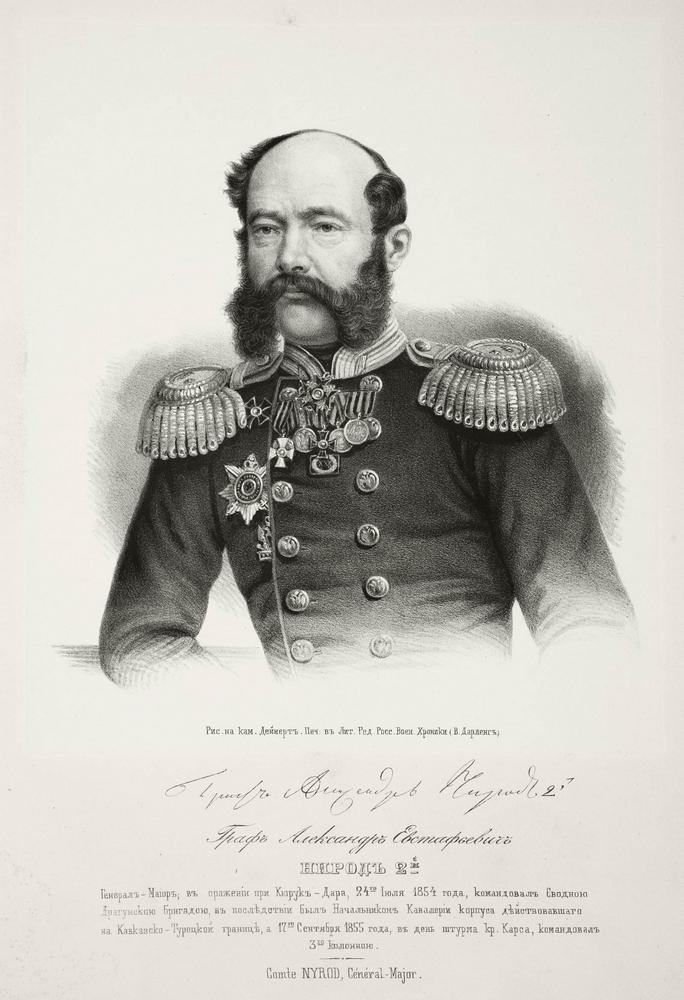
kais. russ. General der Kavallerie,
Graf Alexander Karl Nieroth (* 1805; † 1881)

### Estländische Linie

#### Haus Waetz
Magnus Wilhelm von Nieroth (* 1663; † 1740), königlich schwedischer Major und nachmaliger Oberst, Landrat und Vizepräsident des kaiserlich russischen Reichskammerkollegiums, wurde am 5. Februar 1687 in den schwedischen Freiherrnstand gehoben und 1698 bei der Freiherrnklasse (Nr. 90) der schwedischen Ritterschaft introduziert. Magnus Wilhelm von Nieroth hatte aus drei Ehen keine Kinder.

#### Haus Köndes
Carl Nieroth erhielt am 19. November 1693 das schwedische Indigenat und die Introduzierung bei der Adelsklasse (Nr. 529) der schwedischen Ritterschaft. Am 26. Juni 1706 wurde er in den schwedischen Freiherrn- und Grafenstand nobilitiert. Sein Sohn, der königlich schwedische Rittmeister Graf Carl Reinhold Nieroth wurde 1719 bei der Grafenklasse (Nr. 52) der schwedischen Ritterschaft introduziert. Dessen Enkel, die Brüder Grafen Gustav Reinhold Johann Nieroth (* 1799; † 1871), Graf Alexander Karl Nieroth (* 1805; † 1881), Graf Nicolai Ferdinand Nieroth (* 1806; † 1864) und Graf Otto Moritz Nieroth (* 1815; † 1871) erhielten am 7. Juni 1849 die russische Anerkennung des Grafenstandes. Alle vier erreichten den Rang eines kaiserlich russischen Generals. Einzig die Deszendenz dieser Generation besteht heute in zwei Häusern in Russland fort.

### Pommersche Linie
Der königlich schwedische Rittmeister Jakob von Nieroth († 1699), dessen Anschluss an die baltischen Nieroth ungesichert ist, jedoch im Haus Köndes vermutet wird, soll mit den schwedischen Truppen nach Pommern gekommen. Aus der von ihm gestifteten Linie erhielt Balthasar August Carl von Nieroth (* 1767; † 1842), königlich schwedischer Oberstleutnant und Landeshauptmann, zunächst am 5. Mai 1818 das schwedische Indigenat, wurde dann am 11. Mai 1820 in den schwedischen Freiherrnstand gehoben und als nachmaliger königlich schwedischer Statthalter der Schlösser Linköping und Vadstena bei der Adelsklasse (Nr. 2274) und bei der Freiherrnklasse (Nr. 372) der schwedischen Ritterschaft introduziert. Seine beiden Söhne, Freiherr Carl Fredrik Knut von Nieroth (* 1804; † 1873) und Freiherr Eugen August von Nieroth (* 1813; † 1883) hinterließen je zwei Töchter, womit diese Linie ihren Ausgang gefunden hatte.

### Schwedische Familie
Johann Nieroth († 1545), Herr auf Kappel im Kirchspiel Rappel in Estland, welcher 1529 auch Mannrichter in Estland war, gilt als möglicher Stammvater einer schwedischen Familie Nieroth. Über die tatsächliche Stammesverwandtschaft dieser Familie mit der baltischen herrscht jedoch Uneinigkeit. Die beiden mutmaßlichen Urenkel des oben genannten und Söhne des königlich schwedischen Majors Johann Nieroth (* 1587; † 1628), mit dem die unstrittige Stammreihe beginnt, wurden in Schweden nobilitiert.

#### Gyllennieroth
Swickert Nieroth († vor 1680) war 1645 Regimentsquartiermeister bei Oberst Hinric Horn und wurde am 3. Oktober 1652 mit dem Namen Gyllennieroth geadelt und 1654 in die Adelsklasse (Nr. 573) der schwedischen Ritterschaft introduziert. Seine Linie muss jedoch unmittelbar mit oder nach ihm bereits wieder erloschen sein.

#### Nieroth
Johann Nieroth († vor 1665), erhielt am 20. September 1648 ein schwedisches Adelsdiplom und wurde 1654 bei der Adelsklasse (Nr. 564) der schwedischen Ritterschaft introduziert. Die von ihm gestiftete Linie ist mit dem königlich schwedischen Oberst Anders Bleckert Nieroth (* 1675; † 1761), der zwei Töchter hinterlassen hat im Mannesstamm erloschen. Seine Familie führte im Schild in Silber auf grünem Hügel einen wachsenden Laubbaum.

## Historischer Güterbesitz
- in Livland: Aidenhof, Brinkenhof, Groß Köppo, Ludenhof, Megel (Nierothahof), Alt Padefest, Alt Pigast, Rasin, Taifer, Terrastfer und Waimastfer
- in Estland: Alp, Ass, Buxhoeveden (Neeruti), Drogermühle, Emmecke, Essemäggi, Fegefeuer, Kappel, Kaulep, Kedwa, Kill, Koddil, Koil, Köndes, Kuckofer, Kui, Lodensee, Maetz, Neuhall, Paenküll, Pastfer, Serrefer, Seydel, Sicklecht, Alt Sommerhusen, Sutlem, Terrapäh, Wait, Wechmuth, Weddefer, Weißenfeld und Waetz
- in Ostpreußen: Losgehnen[2] (polnisch Lusiny)
- in Pommern: Dargelin

## Wappen
Das Stammwappen zeigt in Gold drei blaue Schrägbalken. Auf dem Helm über gold-blauer Wulst mit blau-goldenen Decken zwei Straußenfedern, rechts gold, links blau.
Das freiherrliche Wappen von 1687 ist geviert und mit dem Stammwappen als Herzschild belegt; die Felder 1 und 4 zeigen in Gold unter zwei blauen Balken eine blaue Lilie, 2 über einem von Silber und Rot in zwei Reihen geschachten Balken in Rot ein goldener Sparren, 3 unter einem gleichen Schachbalken in Rot ein goldener Löwe, auf einer goldenen Hellebarde stehend und diese mit den Pranken haltend; zwei Helme: auf dem rechten mit rot-schwarzen Decken der Helm des Stammwappens; auf dem linken mit blau-goldenen Decken ein wachsender zweischwänziger goldener Löwe; Schildhalter: zwei widersehende goldene Greife.

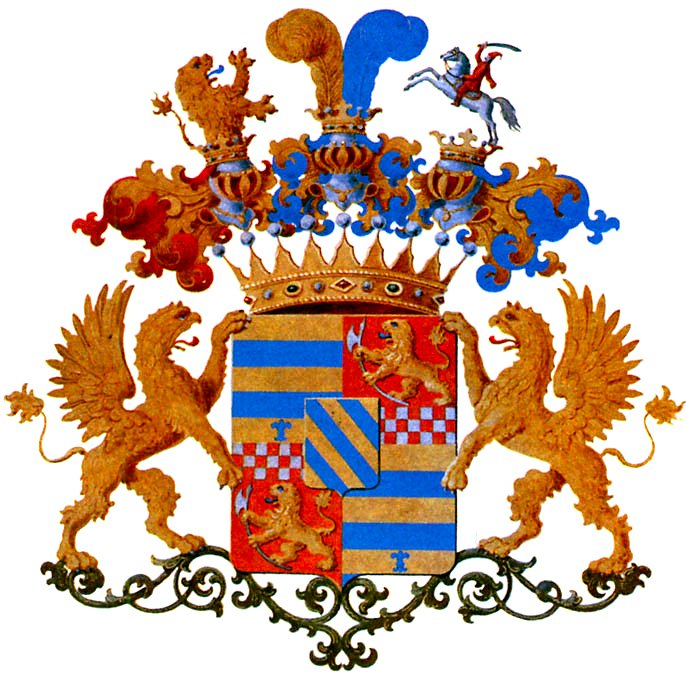
Wappen der Grafen Nieroth

Das Wappen von 1706 ist geviert und belegt mit Herzschild wie das Stammwappen; 1 und 4 in Gold unter zwei blauen Balken eine blaue Lilie; 2 über einem von Silber und Rot in drei Reihen geschachten Balken in Rot ein goldener Löwe, auf einer goldenen Hellebarde stehend und diese mit den Pranken haltend; 3 unter einem gleichen Schachbalken in Rot ein gleicher Löwe; drei Helme: auf dem rechten mit rot-silbernen Decken ein wachsender zweischwänziger goldener Löwe; auf dem mittleren mit blau-silbernen Decken der Helm des Stammwappens; auf dem linken mit rot-goldenen Decken ein auswärtsgekehrter aufgerichtetes silbernes Ross, dessen rot gekleideter Reiter einen Säbel schwingt; Schildhalter: zwei goldene Greife.
Das freiherrliche Wappen von 1818 ist geviert und belegt mit Herzschild wie das Stammwappen; 1 in Rot ein goldener Greif, in den drei Winkeln belegt von je einer goldenen Rose; 2 in Gold ein schwarzer Doppeladler; 3 in Gold auf grünem Hügel stehend ein natürlicher Kranich, in der erhobenen rechten Klaue einen natürlichen Stein haltend; 4 in Blau ein fünfstrahliger silberner Stern; zwei Helme ohne Decken: rechts der Helm des Stammwappens; auf dem linken Helm ein wachsender zweischwänziger silberner Löwe, ein goldenes Liktorenbündel mit Beil in den Pranken haltend.

## Angehörige
- Carl Gustaf Nieroth (vor 1670–1712), schwedischer Generalleutnant, General-en-chef in Finnland, Generalgouverneur von Estland
- Magnus Wilhelm von Nieroth († 1770), Herr auf Alt Sommerhusen
- Henrik Gustav von Nieroth (1725/1728–1773), russischer Major, dann preußischer Major im Infanterieregiment zu Fuß Nr. 13 (Itzenplitz), Ritter des Orden Pour le Mérite, Herr auf Losgehnen
- Gustav Reinhold Johann Nieroth (1799–1871), russischer General der Kavallerie
- Alexander Karl Nieroth (1805–1881), russischer General der Kavallerie
- Nicolai Ferdinand Nieroth (1806–1864), russischer Generalmajor
- Otto Moritz Nieroth (1815–1871), russischer Generalleutnant
- Gustav Friedrich Nieroth (1836–1888), russischer Generaladjutant à la suite
- Fedor Nieroth (1871–1952), russischer Generalmajor à la suite, Kommandant des Leibdragonerregiments der Kubanischen Kosakendivision
- Fedor Nieroth (1878–1913), russischer Generalmajor